# Romie-0 et Julie-8
Pour plus de détails, voir Fiche technique et Distribution.
Romie-0 et Julie-8 (Romie-O and Julie-8) est un film canadien pour la jeunesse réalisé par Patrick Loubert, sorti en 1979.

## Distribution
- Greg Swanson : Romie-0
  - George Clooney : Romie-0 20 ans plus tard
- Donann Cavin : Julie-8
  - Emily Watson : Julie-8 20 ans plus tard
- Max Ferguson : Mr. Thunderbottom
- Marie Aloma : Ms. Passbinder
- Bill Osler : Junk Monster
- Nick Nichols : Gizmo